# Antoni Bukaty
Antoni Bukaty (ur. w 1808, zm. 19 września 1876) – polski filozof i historyk, matematyk i inżynier.

## Życiorys
Pochodził z osiadłej na Litwie rodziny szlacheckiej, wywodzącej się z Inflant, używającej herbu Pomian. Ukończył szkołę wojewódzką w Łomży, następnie studiował na Wydziale Prawa i Nauk Administracyjnych Uniwersytetu Warszawskiego. Uczestniczył w powstaniu listopadowym, po klęsce którego wyemigrował do Francji. Tam uczęszczał do École nationale des ponts et chaussées (paryskiej Szkoły dróg i mostów), a ukończywszy ją z dyplomem inżyniera budownictwa wyjechał do Kanady, gdzie pracował przy budowie linii kolejowej, po czym powrócił do Paryża. Pod koniec 1849 r. został dyrektorem tzw. Wyższej szkoły przygotowawczej, która miała kształcić  młodych emigrantów przed wstąpieniem do szkół wyższych.
Poza pracą zawodową interesował się filozofią propagując koncepcje  mesjanizmu. Za swojego nauczyciela uważał przedstawiciela polskiej filozofii mesjanistycznej Józefa Hoene-Wrońskiego.

### Literatura dodatkowa
- Wiktor Wąsik: Bukaty Antoni. W: Polski Słownik Biograficzny. T. 3: Brożek Jan – Chwalczewski Franciszek. Kraków: Polska Akademia Umiejętności – Skład Główny w Księgarniach Gebethnera i Wolffa, 1937, s. 112–114. Reprint: Zakład Narodowy im. Ossolińskich, Kraków 1989, ISBN 83-04-03291-0